# 1100
Il 1100 (MC in numeri romani) è un anno bisestile dell'XI secolo.

## Eventi
- 5 agosto - Enrico I diviene Re d'Inghilterra.
- Re Enrico I promulga lo Statuto delle libertà, una tappa decisiva per la storia delle libertà in Inghilterra, che fu il documento precursore della Magna Carta.
- 11 novembre - Baldovino I diviene Re di Gerusalemme.
- Baldovino di Le Bourcq diviene Conte di Edessa.
- Dagoberto da Pisa diviene Patriarca Latino di Gerusalemme.
- Boemondo I d'Antiochia è fatto prigioniero dai Danishmendidi nella Battaglia di Melitene, rendendo Tancredi reggente Principato di Antiochia.
- In Islanda, l'Althing decide che la legislazione dev'essere codificata per iscritto.
- Viene inventato il gioco della dama (data approssimativa).
- Sorge la cultura dei Popoli Ancestrali dei Pueblos (data approssimativa).
- Viene fondata Oraibi, nell'attuale Arizona, uno degli insediamenti più antichi e stabilmente abitati dell'America settentrionale (data approssimativa).
- La Dinastia Liao sconfigge i Zubu e cattura il loro khan.
- Sotto la Dinastia Song la popolazione della Cina raggiunge i cento milioni di persone circa.
- Nella capitale Dinastia Song, Kaifeng, il numero degli abitanti censiti all'interno della cerchia muraria è 1.050.000. L'esercito di guarnigione aumenta la cifra ad almeno 1,4 milioni.
- Genova, Venezia e Pisa ottengono privilegi commerciali in cambio dei servizi prestati alle Crociate.
- Hui Zong governa l'Impero cinese.
- Eberhard von Helfenstein fonda la Casata di Helfenstein (data approssimativa).

## Nati
- Alberico da Settefrati, monaco cristiano italiano
- Alberto I di Brandeburgo, nobile tedesco († 1170)
- Pietro Comestore, teologo e scrittore francese († 1179)
- Einarr Skúlason, poeta e prete islandese
- Elena Alanka, nobildonna russa († 1150)
- Enrico di Blois, abate e vescovo cattolico normanno († 1171)
- Gerasimo di San Lorenzo, religioso italiano († 1180)
- Godefroid de Claire, orafo belga († 1173)
- Isacco della Stella, monaco cristiano, teologo e filosofo inglese († 1169)
- Pietro Lombardo, teologo e vescovo italiano
- Giovanni Oldrati, presbitero italiano († 1159)
- Ragnvald Knaphövde, re svedese († 1126)
- Sigurd Slembedjakn († 1139)
- Colomba di Pagliara, santa italiana († 1116)
- ʿAlī ibn Zayd Bayhaqī, storico persiano

## Morti
- 23 febbraio - Song Zhezong, imperatore cinese (n. 1076)
- 25 febbraio - Gerlando di Agrigento, vescovo e santo italiano
- 28 marzo - Adelaide di Weimar-Orlamünde, nobile tedesca
- 18 luglio - Goffredo di Buglione, sovrano franco
- 2 agosto - Guglielmo II d'Inghilterra, re
- 3 agosto - Ottone di Strasburgo, vescovo cattolico tedesco
- 8 settembre - Antipapa Clemente III, arcivescovo cattolico italiano
- 16 settembre - Bernoldo di Costanza, scrittore tedesco (n. 1054)
- 13 ottobre - Guido I di Ponthieu, nobile francese
- 18 novembre - Tommaso di York, vescovo francese
- 22 dicembre - Bretislao II di Boemia, sovrano boemo
- Aimone di Hirschau, scrittore tedesco
- Sigizzone Bianchelli il Vecchio, cardinale italiano
- Elvira di Toro
- Giovanni VI di Alessandria, arcivescovo ortodosso egiziano
- Goffredo di Conversano, condottiero normanno
- Goffredo I di Perche, nobile francese
- Guglielmo IV del Monferrato, marchese italiano
- Roberto d'Embrun, nobile
- Orzocco I de Lacon-Zori, sovrano

## Calendario
| Calendario 1100 | Calendario 1100 | Calendario 1100 | Calendario 1100 | Calendario 1100 | Calendario 1100 | Calendario 1100 | Calendario 1100 | Calendario 1100 | Calendario 1100 | Calendario 1100 | Calendario 1100 | Calendario 1100 | Calendario 1100 | Calendario 1100 | Calendario 1100 | Calendario 1100 | Calendario 1100 | Calendario 1100 | Calendario 1100 | Calendario 1100 | Calendario 1100 | Calendario 1100 | Calendario 1100 | Calendario 1100 | Calendario 1100 | Calendario 1100 | Calendario 1100 | Calendario 1100 | Calendario 1100 | Calendario 1100 | Calendario 1100 | Calendario 1100 |
| --------------- | --------------- | --------------- | --------------- | --------------- | --------------- | --------------- | --------------- | --------------- | --------------- | --------------- | --------------- | --------------- | --------------- | --------------- | --------------- | --------------- | --------------- | --------------- | --------------- | --------------- | --------------- | --------------- | --------------- | --------------- | --------------- | --------------- | --------------- | --------------- | --------------- | --------------- | --------------- | --------------- |
|                 | 1               | 2               | 3               | 4               | 5               | 6               | 7               | 8               | 9               | 10              | 11              | 12              | 13              | 14              | 15              | 16              | 17              | 18              | 19              | 20              | 21              | 22              | 23              | 24              | 25              | 26              | 27              | 28              | 29              | 30              | 31              |                 |
| Gennaio         | Do              | Lu              | Ma              | Me              | Gi              | Ve              | Sa              | Do              | Lu              | Ma              | Me              | Gi              | Ve              | Sa              | Do              | Lu              | Ma              | Me              | Gi              | Ve              | Sa              | Do              | Lu              | Ma              | Me              | Gi              | Ve              | Sa              | Do              | Lu              | Ma              |                 |
| Febbraio        | Me              | Gi              | Ve              | Sa              | Do              | Lu              | Ma              | Me              | Gi              | Ve              | Sa              | Do              | Lu              | Ma              | Me              | Gi              | Ve              | Sa              | Do              | Lu              | Ma              | Me              | Gi              | Ve              | Sa              | Do              | Lu              | Ma              | Me              |                 |                 |                 |
| Marzo           | Gi              | Ve              | Sa              | Do              | Lu              | Ma              | Me              | Gi              | Ve              | Sa              | Do              | Lu              | Ma              | Me              | Gi              | Ve              | Sa              | Do              | Lu              | Ma              | Me              | Gi              | Ve              | Sa              | Do              | Lu              | Ma              | Me              | Gi              | Ve              | Sa              |                 |
| Aprile          | Do              | Lu              | Ma              | Me              | Gi              | Ve              | Sa              | Do              | Lu              | Ma              | Me              | Gi              | Ve              | Sa              | Do              | Lu              | Ma              | Me              | Gi              | Ve              | Sa              | Do              | Lu              | Ma              | Me              | Gi              | Ve              | Sa              | Do              | Lu              |                 |                 |
| Maggio          | Ma              | Me              | Gi              | Ve              | Sa              | Do              | Lu              | Ma              | Me              | Gi              | Ve              | Sa              | Do              | Lu              | Ma              | Me              | Gi              | Ve              | Sa              | Do              | Lu              | Ma              | Me              | Gi              | Ve              | Sa              | Do              | Lu              | Ma              | Me              | Gi              |                 |
| Giugno          | Ve              | Sa              | Do              | Lu              | Ma              | Me              | Gi              | Ve              | Sa              | Do              | Lu              | Ma              | Me              | Gi              | Ve              | Sa              | Do              | Lu              | Ma              | Me              | Gi              | Ve              | Sa              | Do              | Lu              | Ma              | Me              | Gi              | Ve              | Sa              |                 |                 |
| Luglio          | Do              | Lu              | Ma              | Me              | Gi              | Ve              | Sa              | Do              | Lu              | Ma              | Me              | Gi              | Ve              | Sa              | Do              | Lu              | Ma              | Me              | Gi              | Ve              | Sa              | Do              | Lu              | Ma              | Me              | Gi              | Ve              | Sa              | Do              | Lu              | Ma              |                 |
| Agosto          | Me              | Gi              | Ve              | Sa              | Do              | Lu              | Ma              | Me              | Gi              | Ve              | Sa              | Do              | Lu              | Ma              | Me              | Gi              | Ve              | Sa              | Do              | Lu              | Ma              | Me              | Gi              | Ve              | Sa              | Do              | Lu              | Ma              | Me              | Gi              | Ve              |                 |
| Settembre       | Sa              | Do              | Lu              | Ma              | Me              | Gi              | Ve              | Sa              | Do              | Lu              | Ma              | Me              | Gi              | Ve              | Sa              | Do              | Lu              | Ma              | Me              | Gi              | Ve              | Sa              | Do              | Lu              | Ma              | Me              | Gi              | Ve              | Sa              | Do              |                 |                 |
| Ottobre         | Lu              | Ma              | Me              | Gi              | Ve              | Sa              | Do              | Lu              | Ma              | Me              | Gi              | Ve              | Sa              | Do              | Lu              | Ma              | Me              | Gi              | Ve              | Sa              | Do              | Lu              | Ma              | Me              | Gi              | Ve              | Sa              | Do              | Lu              | Ma              | Me              |                 |
| Novembre        | Gi              | Ve              | Sa              | Do              | Lu              | Ma              | Me              | Gi              | Ve              | Sa              | Do              | Lu              | Ma              | Me              | Gi              | Ve              | Sa              | Do              | Lu              | Ma              | Me              | Gi              | Ve              | Sa              | Do              | Lu              | Ma              | Me              | Gi              | Ve              |                 |                 |
| Dicembre        | Sa              | Do              | Lu              | Ma              | Me              | Gi              | Ve              | Sa              | Do              | Lu              | Ma              | Me              | Gi              | Ve              | Sa              | Do              | Lu              | Ma              | Me              | Gi              | Ve              | Sa              | Do              | Lu              | Ma              | Me              | Gi              | Ve              | Sa              | Do              | Lu              |                 |